# 13e étape du Tour d'Espagne 2022
Pour un article plus général, voir Tour d'Espagne 2022.
La 13e étape du Tour d'Espagne 2022 se déroule le vendredi 2 septembre 2022 de Ronda à Montilla (Andalousie), sur une distance de 168,4 km.

## Parcours
Cette étape sans grande difficulté se termine à Montilla pour une arrivée en très légère montée.

## Déroulement de la course
Dès les premiers hectomètres, l'échappée du jour prend forme. Elle se compose de trois hommes : Julius van den Berg (EF Education), Ander Okamika (Burgos-BH) et Joan Bou (Euskatel-Euskadi). Ce trio fait une grande partie de l'étape en tête avant d'être repris par le peloton : van den Berg à 14,4 km de l’arrivée puis Okamika et Bou 5 km plus loin. La victoire se joue au sprint. Pascal Ackermann (UAE Emirates) lance le sprint aux 500 mètres mais le maillot vert Mads Pedersen (Trek-Segafredo) le poursuit puis le dépasse pour franchir la ligne d'arrivée en vainqueur devant Bryan Coquard (Cofidis).

## Résultats

### Classement de l'étape
| \| Classement de l'étape \| Classement de l'étape \| Classement de l'étape \| Classement de l'étape \| Classement de l'étape \| \| Coureur \| Coureur \| Pays \| Équipe \| Temps \| \| --------------------- \| --------------------- \| --------------------- \| --------------------- \| --------------------- \| \| 1er \| Mads Pedersen \| Danemark \| Trek-Segafredo \| 3 h 46 min 01 s \| \| 2e \| Bryan Coquard \| France \| Cofidis \| + 0 s \| \| 3e \| Pascal Ackermann \| Allemagne \| UAE Team Emirates \| + 0 s \| \| 4e \| Fred Wright \| Royaume-Uni \| Bahrain Victorious \| + 0 s \| \| 5e \| Danny van Poppel \| Pays-Bas \| Bora-Hansgrohe \| + 0 s \| \| 6e \| Quentin Pacher \| France \| Groupama-FDJ \| + 0 s \| \| 7e \| Jesús Ezquerra \| Espagne \| Burgos-BH \| + 0 s \| \| 8e \| Maxim Van Gils \| Belgique \| Lotto-Soudal \| + 0 s \| \| 9e \| Primož Roglič \| Slovénie \| Jumbo-Visma \| + 0 s \| \| 10e \| Urko Berrade \| Espagne \| Equipo Kern Pharma \| + 0 s \| |                  |             |                    |                 |
| |                  |             |                    |                 |
| Source : ProCyclingStats |                  |             |                    |                 |
| Classement de l'étape |                  |             |                    |                 |
| Coureur | Coureur          | Pays        | Équipe             | Temps           |
| 1er | Mads Pedersen    | Danemark    | Trek-Segafredo     | 3 h 46 min 01 s |
| 2e | Bryan Coquard    | France      | Cofidis            | + 0 s           |
| 3e | Pascal Ackermann | Allemagne   | UAE Team Emirates  | + 0 s           |
| 4e | Fred Wright      | Royaume-Uni | Bahrain Victorious | + 0 s           |
| 5e | Danny van Poppel | Pays-Bas    | Bora-Hansgrohe     | + 0 s           |
| 6e | Quentin Pacher   | France      | Groupama-FDJ       | + 0 s           |
| 7e | Jesús Ezquerra   | Espagne     | Burgos-BH          | + 0 s           |
| 8e | Maxim Van Gils   | Belgique    | Lotto-Soudal       | + 0 s           |
| 9e | Primož Roglič    | Slovénie    | Jumbo-Visma        | + 0 s           |
| 10e | Urko Berrade     | Espagne     | Equipo Kern Pharma | + 0 s           |

## Classements à l'issue de l'étape

### Classement général
| \| Classement général \| Classement général \| Classement général \| Classement général \| Classement général \| \| Coureur \| Coureur \| Pays \| Équipe \| Temps \| \| ------------------ \| ------------------ \| ------------------ \| ---------------------- \| ------------------ \| \| 1er \| Remco Evenepoel \| Belgique \| Quick-Step Alpha Vinyl \| 48 h 11 min 10 s \| \| 2e \| Primož Roglič \| Slovénie \| Jumbo-Visma \| + 2 min 41 s \| \| 3e \| Enric Mas \| Espagne \| Movistar Team \| + 3 min 03 s \| \| 4e \| Carlos Rodríguez \| Espagne \| Ineos Grenadiers \| + 4 min 06 s \| \| 5e \| Juan Ayuso \| Espagne \| UAE Team Emirates \| + 4 min 53 s \| \| 6e \| Wilco Kelderman \| Pays-Bas \| Bora-Hansgrohe \| + 6 min 28 s \| \| 7e \| Miguel Ángel López \| Colombie \| Astana Qazaqstan Team \| + 6 min 56 s \| \| 8e \| João Almeida \| Portugal \| UAE Team Emirates \| + 7 min 18 s \| \| 9e \| Jan Polanc \| Slovénie \| UAE Team Emirates \| + 8 min 00 s \| \| 10e \| Tao Geoghegan Hart \| Royaume-Uni \| Ineos Grenadiers \| + 8 min 05 s \| |                    |             |                        |                  |
| |                    |             |                        |                  |
| Source : ProCyclingStats |                    |             |                        |                  |
| Classement général |                    |             |                        |                  |
| Coureur | Coureur            | Pays        | Équipe                 | Temps            |
| 1er | Remco Evenepoel    | Belgique    | Quick-Step Alpha Vinyl | 48 h 11 min 10 s |
| 2e | Primož Roglič      | Slovénie    | Jumbo-Visma            | + 2 min 41 s     |
| 3e | Enric Mas          | Espagne     | Movistar Team          | + 3 min 03 s     |
| 4e | Carlos Rodríguez   | Espagne     | Ineos Grenadiers       | + 4 min 06 s     |
| 5e | Juan Ayuso         | Espagne     | UAE Team Emirates      | + 4 min 53 s     |
| 6e | Wilco Kelderman    | Pays-Bas    | Bora-Hansgrohe         | + 6 min 28 s     |
| 7e | Miguel Ángel López | Colombie    | Astana Qazaqstan Team  | + 6 min 56 s     |
| 8e | João Almeida       | Portugal    | UAE Team Emirates      | + 7 min 18 s     |
| 9e | Jan Polanc         | Slovénie    | UAE Team Emirates      | + 8 min 00 s     |
| 10e | Tao Geoghegan Hart | Royaume-Uni | Ineos Grenadiers       | + 8 min 05 s     |

| Classement par points | Classement par points | Classement par points | Classement par points  | Classement par points |
| Coureur               | Coureur               | Pays                  | Équipe                 | Points                |
| --------------------- | --------------------- | --------------------- | ---------------------- | --------------------- |
| 1er                   | Mads Pedersen         | Danemark              | Trek-Segafredo         | 247 pts               |
| 2e                    | Marc Soler            | Espagne               | UAE Team Emirates      | 96 pts                |
| 3e                    | Fred Wright           | Royaume-Uni           | Bahrain Victorious     | 96 pts                |
| 4e                    | Samuele Battistella   | Italie                | Astana Qazaqstan Team  | 91 pts                |
| 5e                    | Remco Evenepoel       | Belgique              | Quick-Step Alpha Vinyl | 86 pts                |
| 6e                    | Primož Roglič         | Slovénie              | Jumbo-Visma            | 81 pts                |
| 7e                    | Enric Mas             | Espagne               | Movistar Team          | 61 pts                |
| 8e                    | Kaden Groves          | Australie             | BikeExchange-Jayco     | 60 pts                |
| 9e                    | Pascal Ackermann      | Allemagne             | UAE Team Emirates      | 56 pts                |
| 10e                   | Tim Merlier           | Belgique              | Alpecin-Deceuninck     | 56 pts                |

| Classement par points | Classement par points | Classement par points | Classement par points  | Classement par points |
| Coureur               | Coureur               | Pays                  | Équipe                 | Points                |
| --------------------- | --------------------- | --------------------- | ---------------------- | --------------------- |
| 1er                   | Mads Pedersen         | Danemark              | Trek-Segafredo         | 247 pts               |
| 2e                    | Marc Soler            | Espagne               | UAE Team Emirates      | 96 pts                |
| 3e                    | Fred Wright           | Royaume-Uni           | Bahrain Victorious     | 96 pts                |
| 4e                    | Samuele Battistella   | Italie                | Astana Qazaqstan Team  | 91 pts                |
| 5e                    | Remco Evenepoel       | Belgique              | Quick-Step Alpha Vinyl | 86 pts                |
| 6e                    | Primož Roglič         | Slovénie              | Jumbo-Visma            | 81 pts                |
| 7e                    | Enric Mas             | Espagne               | Movistar Team          | 61 pts                |
| 8e                    | Kaden Groves          | Australie             | BikeExchange-Jayco     | 60 pts                |
| 9e                    | Pascal Ackermann      | Allemagne             | UAE Team Emirates      | 56 pts                |
| 10e                   | Tim Merlier           | Belgique              | Alpecin-Deceuninck     | 56 pts                |

| Classement de la montagne | Classement de la montagne | Classement de la montagne | Classement de la montagne          | Classement de la montagne |
| Coureur                   | Coureur                   | Pays                      | Équipe                             | Points                    |
| ------------------------- | ------------------------- | ------------------------- | ---------------------------------- | ------------------------- |
| 1er                       | Jay Vine                  | Australie                 | Alpecin-Deceuninck                 | 40 pts                    |
| 2e                        | Robert Stannard           | Australie                 | Alpecin-Deceuninck                 | 21 pts                    |
| 3e                        | Marc Soler                | Espagne                   | UAE Team Emirates                  | 20 pts                    |
| 4e                        | Jimmy Janssens            | Belgique                  | Alpecin-Deceuninck                 | 17 pts                    |
| 5e                        | Thibaut Pinot             | France                    | Groupama-FDJ                       | 12 pts                    |
| 6e                        | Rubén Fernández           | Espagne                   | Cofidis                            | 11 pts                    |
| 7e                        | Louis Meintjes            | Afrique du Sud            | Intermarché-Wanty-Gobert Matériaux | 10 pts                    |
| 8e                        | Jesús Herrada             | Espagne                   | Cofidis                            | 10 pts                    |
| 9e                        | Richard Carapaz           | Équateur                  | Ineos Grenadiers                   | 10 pts                    |
| 10e                       | Remco Evenepoel           | Belgique                  | Quick-Step Alpha Vinyl             | 9 pts                     |

| Classement de la montagne | Classement de la montagne | Classement de la montagne | Classement de la montagne          | Classement de la montagne |
| Coureur                   | Coureur                   | Pays                      | Équipe                             | Points                    |
| ------------------------- | ------------------------- | ------------------------- | ---------------------------------- | ------------------------- |
| 1er                       | Jay Vine                  | Australie                 | Alpecin-Deceuninck                 | 40 pts                    |
| 2e                        | Robert Stannard           | Australie                 | Alpecin-Deceuninck                 | 21 pts                    |
| 3e                        | Marc Soler                | Espagne                   | UAE Team Emirates                  | 20 pts                    |
| 4e                        | Jimmy Janssens            | Belgique                  | Alpecin-Deceuninck                 | 17 pts                    |
| 5e                        | Thibaut Pinot             | France                    | Groupama-FDJ                       | 12 pts                    |
| 6e                        | Rubén Fernández           | Espagne                   | Cofidis                            | 11 pts                    |
| 7e                        | Louis Meintjes            | Afrique du Sud            | Intermarché-Wanty-Gobert Matériaux | 10 pts                    |
| 8e                        | Jesús Herrada             | Espagne                   | Cofidis                            | 10 pts                    |
| 9e                        | Richard Carapaz           | Équateur                  | Ineos Grenadiers                   | 10 pts                    |
| 10e                       | Remco Evenepoel           | Belgique                  | Quick-Step Alpha Vinyl             | 9 pts                     |

| Classement du meilleur jeune | Classement du meilleur jeune | Classement du meilleur jeune | Classement du meilleur jeune | Classement du meilleur jeune |
| Coureur                      | Coureur                      | Pays                         | Équipe                       | Temps                        |
| ---------------------------- | ---------------------------- | ---------------------------- | ---------------------------- | ---------------------------- |
| 1er                          | Remco Evenepoel              | Belgique                     | Quick-Step Alpha Vinyl       | 48 h 11 min 10 s             |
| 2e                           | Carlos Rodríguez             | Espagne                      | Ineos Grenadiers             | + 4 min 06 s                 |
| 3e                           | Juan Ayuso                   | Espagne                      | UAE Team Emirates            | + 4 min 53 s                 |
| 4e                           | João Almeida                 | Portugal                     | UAE Team Emirates            | + 7 min 18 s                 |
| 5e                           | Thymen Arensman              | Pays-Bas                     | Team DSM                     | + 9 min 19 s                 |
| 6e                           | Sergio Higuita               | Colombie                     | Bora-Hansgrohe               | + 21 min 14 s                |
| 7e                           | José Félix Parra             | Espagne                      | Equipo Kern Pharma           | + 32 min 11 s                |
| 8e                           | Gino Mäder                   | Suisse                       | Bahrain Victorious           | + 35 min 37 s                |
| 9e                           | Edoardo Zambanini            | Italie                       | Bahrain Victorious           | + 39 min 28 s                |
| 10e                          | Clément Champoussin          | France                       | AG2R Citroën Team            | + 40 min 06 s                |

| Classement du meilleur jeune | Classement du meilleur jeune | Classement du meilleur jeune | Classement du meilleur jeune | Classement du meilleur jeune |
| Coureur                      | Coureur                      | Pays                         | Équipe                       | Temps                        |
| ---------------------------- | ---------------------------- | ---------------------------- | ---------------------------- | ---------------------------- |
| 1er                          | Remco Evenepoel              | Belgique                     | Quick-Step Alpha Vinyl       | 48 h 11 min 10 s             |
| 2e                           | Carlos Rodríguez             | Espagne                      | Ineos Grenadiers             | + 4 min 06 s                 |
| 3e                           | Juan Ayuso                   | Espagne                      | UAE Team Emirates            | + 4 min 53 s                 |
| 4e                           | João Almeida                 | Portugal                     | UAE Team Emirates            | + 7 min 18 s                 |
| 5e                           | Thymen Arensman              | Pays-Bas                     | Team DSM                     | + 9 min 19 s                 |
| 6e                           | Sergio Higuita               | Colombie                     | Bora-Hansgrohe               | + 21 min 14 s                |
| 7e                           | José Félix Parra             | Espagne                      | Equipo Kern Pharma           | + 32 min 11 s                |
| 8e                           | Gino Mäder                   | Suisse                       | Bahrain Victorious           | + 35 min 37 s                |
| 9e                           | Edoardo Zambanini            | Italie                       | Bahrain Victorious           | + 39 min 28 s                |
| 10e                          | Clément Champoussin          | France                       | AG2R Citroën Team            | + 40 min 06 s                |

| Classement par équipes | Classement par équipes             | Classement par équipes | Classement par équipes |
| Équipe                 | Équipe                             | Pays                   | Temps                  |
| ---------------------- | ---------------------------------- | ---------------------- | ---------------------- |
| 1re                    | UAE Team Emirates                  | Émirats arabes unis    | 143 h 46 min 02 s      |
| 2e                     | Ineos Grenadiers                   | Royaume-Uni            | + 6 min 59 s           |
| 3e                     | EF Education-EasyPost              | États-Unis             | + 22 min 33 s          |
| 4e                     | Bora-Hansgrohe                     | Allemagne              | + 23 min 30 s          |
| 5e                     | Intermarché-Wanty-Gobert Matériaux | Belgique               | + 30 min 31 s          |
| 6e                     | Astana Qazaqstan Team              | Kazakhstan             | + 30 min 33 s          |
| 7e                     | Movistar Team                      | Espagne                | + 33 min 15 s          |
| 8e                     | Bahrain Victorious                 | Bahreïn                | + 36 min 56 s          |
| 9e                     | Jumbo-Visma                        | Pays-Bas               | + 52 min 31 s          |
| 10e                    | Burgos-BH                          | Espagne                | + 1 h 17 min 30 s      |

| Classement par équipes | Classement par équipes             | Classement par équipes | Classement par équipes |
| Équipe                 | Équipe                             | Pays                   | Temps                  |
| ---------------------- | ---------------------------------- | ---------------------- | ---------------------- |
| 1re                    | UAE Team Emirates                  | Émirats arabes unis    | 143 h 46 min 02 s      |
| 2e                     | Ineos Grenadiers                   | Royaume-Uni            | + 6 min 59 s           |
| 3e                     | EF Education-EasyPost              | États-Unis             | + 22 min 33 s          |
| 4e                     | Bora-Hansgrohe                     | Allemagne              | + 23 min 30 s          |
| 5e                     | Intermarché-Wanty-Gobert Matériaux | Belgique               | + 30 min 31 s          |
| 6e                     | Astana Qazaqstan Team              | Kazakhstan             | + 30 min 33 s          |
| 7e                     | Movistar Team                      | Espagne                | + 33 min 15 s          |
| 8e                     | Bahrain Victorious                 | Bahreïn                | + 36 min 56 s          |
| 9e                     | Jumbo-Visma                        | Pays-Bas               | + 52 min 31 s          |
| 10e                    | Burgos-BH                          | Espagne                | + 1 h 17 min 30 s      |

## Abandons
Un coureur quitte la Vuelta lors de la 13e étape :
- Thibault Guernalec (Arkéa-Samsic) : abandon